# 樂律
樂律或稱律、律式，是樂器調音、使得不同樂器間能和諧的基礎。完整的音律系統通常由以下三部分組成：
- 一個固定的音高：例如A440標準音高、
- 一些音程：如一至十一個平均律半音、
- 以及模式的重複：像是每隔八度重複一次。

上例形成的就是鋼琴等現代許多西歐樂器的標準音律，即A440的十二平均律。

## 歷史
許多音樂的起源都和泛音列或沉音列有關，而在兩種序列中除了八度之外最簡單的音程分別為五度及四度。因此西方的五度相生律及東方的三分損益法都是完全依靠五度構造出的十二律式。隨著時代演進人們開始注目到泛音列越往後的音的重要性，因此出現了以五度與大三度構造出的中庸全音律等等。但無論是五度相生律或是中庸全音律，都存在某些極不合諧的音程，最後以固定下每個半音的距離相等，為八度的十二等分，十二平均律於焉產生。
在歐洲學者忙於解決該些問題時，在世界其他地方也有各種不同的音律產生，如七平均律等等；另外，近現代音樂家也創造了各式各樣的異律音樂。

## 純律
當音律中的音程皆為有理數，這種音律被稱為純律。音律中的所有音可以以正整數聯比的方式描述。

## 平均律
平均律又稱等律，指的是將八度或其他重複跨距幾何地平均分割成若干等分。除了十二平均律之外，常見的還有15、19、24、53、313平均律。
這兩類並不能窮盡所有樂律，例如四一中全律並不是等律，他的每個半音並不一樣大；也非純律，他的大二度頻率關係為{\displaystyle 2:{\sqrt {5}}}。